# Bosson (chanteur)
Pour les articles homonymes, voir Olsson et Bosson.
Bosson (né Staffan Olsson le 21 février 1969) est un auteur et interprète suédois. Il a connu le succès avec "One in a Million", tiré de l'album One in a Million, qui fut présent au Top 10 en Europe et en Asie in 2000 et 2001. "One in a Million" fait également partie de la Bande Originale du film Miss Détective, avec Sandra Bullock et Benjamin Bratt.
Deux ans plus tard, il confirme son succès avec l'album Rockstar, et sort en juin 2007 son quatrième album, Future's Gone Tomorrow, Life Is Here Today. Il est également l'interprète du générique original de la série animée La Bande à Picsou. Il a fait la première partie de Britney Spears durant sa tournée en 2000, et a participé à celle de Kylie Minogue. Il a écrit des chansons pour Amy Grant et le guitariste Al Di Meola.
Tout comme dans sa Suède natale, Bosson a rencontré un important succès et réalisé des tournées dans des pays comme la Russie, l'Ukraine, la Biélorussie et le Kazakhstan. Il a également chanté avec Dima Bilan, le chanteur russe qui représentait son pays lors du Concours Eurovision de la chanson 2006 et a même gagné l'édition 2008 du concours.

## Discographie

### Albums
| Année | Titre                                                                         |
| ----- | ----------------------------------------------------------------------------- |
| 1999  | The Right Time - 1er album - Sortie : 27 janvier 1999                         |
| 2001  | One in a Million - 2e album - Sortie : 22 octobre 2001                        |
| 2003  | Rockstar - 3e album - Sortie : 5 novembre 2003                                |
| 2007  | Future's Gone Tomorrow, Life Is Here Today - 4e album - Sortie : 11 juin 2007 |

### Singles
- 1997 "Baby Don't Cry"
- 1999 "We Live"
- 2001 "One in a Million" (n°7 en Suède)
- 2001 "I Believe" (n°16 en Suède)
- 2001 "Over the Mountains" (n°32 en Suède)
- 2002 "Weightless (Duet With Emma Andersson)" (n°9 en Suède)
- 2002 "This Is Our Life" (n°40 en Suède)
- 2003 "You Opened My Eyes" (n°10 en Suède)
- 2003 "A Little More Time" (n°25 en Suède)
- 2004 "Efharisto" (n°24 en Suède)
- 2004 "Falling in Love" (n°47 en Suède)
- 2004 "I Need Love" (n°22 en Suède)
- 2006 "You"
- 2007 "What If I" (n°39 en Suède)
- 2007 "I Can Feel Love"
- 2007 "Believe in Love"
- 2011 "Guardian Angel"

### Sources
- (en) Cet article est partiellement ou en totalité issu de l’article de Wikipédia en anglais intitulé « Bosson » (voir la liste des auteurs).